# Машкунов, Вениамин Иванович
Вениамин Иванович Машкунов — советский хозяйственный, государственный и политический деятель.

## Биография
Родился в 1930 году в селе Гавриловка Рузаевского района. Член КПСС.
С 1953 года — на хозяйственной, общественной и политической работе. В 1953—1996 гг. — инженер, главный инженер п/я 14 Госматрезерва, заведующий отделом Петропавловского горкома партии, слушатель ВПШ, секретарь парткома ПЗТМ, первый заместитель председателя Петропавловского горисполкома, первый секретарь Петропавловского горкома КП Казахстана, заведующий отделом Северо-Казахстанского обкома КП Казахстана, инспектор, заместитель, первый заместитель заведующего отделом ЦК Компартии Казахстана, второй секретарь Алма-Атинского обкома КП Казахстана, председатель Госкомитета КазССР по профессионально-техническому образованию, заместитель председателя Госкомитета КазССР по труду и социальным вопросам, заведующий отделом Казахстанского центра производительности труда, старший научный сотрудник КазНИИ ЭиО АПК.
Избирался депутатом Верховного Совета Казахской ССР 10-го созыва.
Умер в Алматы в 1996 году.